# NGC 2607
NGC 2607 (również PGC 24038 lub UGC 4473) – galaktyka spiralna (Sc), znajdująca się w gwiazdozbiorze Raka. Odkrył ją John Herschel 24 grudnia 1827 roku. Jest to galaktyka z aktywnym jądrem typu LINER.